# Malt
Malt bruges primært i brygningen af øl og whisky og er en betegnelse for korn, der kortvarigt er bragt til spiring, men stoppet ved tørring inden planten virkelig gror, hvilket typisk sker efter fem dage. Dansk byg er velegnet til malt og eksporteres også i anselige mængder. Udover byg bruges rug og hvede, men ikke så ofte. Malt bruges også gerne i whisky samt nogle typer brød såsom schwartzbrot.

## Fremstilling
I første del af maltningen, støbningen, udblødes det tørre korn i vand for at starte spiringen. Efter to til tre dage er vandindholdet omkring 40-50 %, og kornet flyttes over i såkaldte spirekasser, hvor spiringen begynder. Herved dannes de enzymer, som kornet skal bruge til at omdanne sin stivelse (der er lange kæder af glucose) til maltose, som ølgæren senere skal leve af. Kornet skal vendes jævnligt, for at de små rødder, som hurtigt viser sig, ikke skal vokse fast i hinanden. 
Efter cirka fem dage tørres kornet, hvorved spiringen afbrydes. På dette tidspunkt er tilstrækkelige enzymer dannet, uden at kimbladene er vokset frem. Grønmalten, (som kornet nu kaldes), kan gennem køling tørres til mange forskellige slags malt afhængigt af temperaturen, der bruges i tørringsprocessen. Ønskes pilsnermalt foregår processen forholdsvis mildt (hvilket vil sige ved lave temperaturer), mens man praktisk talt rister grønmalten, når man fremstiller mørkere malt, som også bruges ved fremstilling af schwarzbrot og kaffe-erstatning.
Til sidst fjernes de tørre spirers rod- og kimbladsudvikling, og malten er klar til ølbrygningen. Malt er det grundlæggende råmateriale for ølbrygning, og produktionen af malt kræver stor ekspertise. Derfor er produktionen af malt normalt adskilt fra den industrielle produktion af øl, hvorved maltning udgør sin egen industri-teknologiske disciplin.